# Världsmästerskapet i ishockey för division II
Världsmästerskap i ishockey för division II (engelska: IIHF World Championship Division II) är en årlig idrottstävling som anordnas av Internationella ishockeyförbundet. 
Divisionstävlingen spelas i två grupper.

## Resultat
| År   | Värdnation (-er)                                     | Uppflyttning ▲    | Uppflyttning ▲    | Nedflyttning ▼    | Nedflyttning ▼    |
| År   | Värdnation (-er)                                     | Till Division I B | Till Division I B | Till Division III | Till Division III |
| ---- | ---------------------------------------------------- | ----------------- | ----------------- | ----------------- | ----------------- |
| 2001 | Spanien (grupp A) Rumänien (grupp B)                 | Sydkorea          | Rumänien          | Nya Zeeland       | Mexiko            |
| 2002 | Sydafrika (grupp A) Serbien och Montenegro (grupp B) | Estland           | Litauen           | Turkiet           | Luxemburg         |
| 2003 | Sydkorea (grupp A) Bulgarien (grupp B)               | Sydkorea          | Belgien           | Mexiko            | Island            |
| 2004 | Spanien (grupp A) Slovenien (grupp B)                | Kina              | Litauen           | Luxemburg         | Sydafrika         |
| 2005 | Kroatien (grupp A) Serbien och Montenegro (grupp B)  | Kroatien          | Israel            | Turkiet           | Island            |
| 2006 | Bulgarien (grupp A) Nya Zeeland (grupp B)            | Rumänien          | Kina              | Sydafrika         | Nya Zeeland       |
| 2007 | Kroatien (grupp A) Sydkorea (grupp B)                | Kroatien          | Sydkorea          | Turkiet           | Nordkorea         |
| 2008 | Rumänien (grupp A) Australien (grupp B)              | Rumänien          | Australien        | Irland            | Nya Zeeland       |
| 2009 | Serbien (grupp A) Bulgarien (grupp B)                | Serbien           | Sydkorea          | Nordkorea         | Sydafrika         |
| 2010 | Mexiko (grupp A) Estland (grupp B)                   | Spanien           | Estland           | Turkiet           | Israel            |
| 2011 | Australien (grupp A) Kroatien (grupp B)              | Australien        | Rumänien          | Nordkorea         | Irland            |

| År   | Värdnation (-er)                                    | Uppflyttning ▲                          | Uppflyttning ▲                          | Nedflyttning ▼                          | Nedflyttning ▼                          |
| År   | Värdnation (-er)                                    | Till Division I B                       | Till Division II A                      | Till Division II B                      | Till Division III                       |
| ---- | --------------------------------------------------- | --------------------------------------- | --------------------------------------- | --------------------------------------- | --------------------------------------- |
| 2012 | Island (grupp A) Bulgarien (grupp B)                | Estland                                 | Belgien                                 | Nya Zeeland                             | Sydafrika                               |
| 2013 | Kroatien (grupp A) Turkiet (grupp B)                | Kroatien                                | Israel                                  | Spanien                                 | Bulgarien                               |
| 2014 | Serbien (grupp A) Spanien (grupp B)                 | Estland                                 | Spanien                                 | Israel                                  | Turkiet                                 |
| 2015 | Island (grupp A) Sydafrika (grupp B)                | Rumänien                                | Kina                                    | Australien                              | Sydafrika                               |
| 2016 | Spanien (grupp A) Mexiko (grupp B)                  | Nederländerna                           | Australien                              | Kina                                    | Bulgarien                               |
| 2017 | Rumänien (grupp A) Nya Zeeland (grupp B)            | Rumänien                                | Kina                                    | Spanien                                 | Turkiet                                 |
| 2018 | Nederländerna (grupp A) Spanien (grupp B)           | Nederländerna                           | Spanien                                 | Island                                  | Luxemburg                               |
| 2019 | Serbien (grupp A) Mexiko (grupp B)                  | Serbien                                 | Israel                                  | Belgien                                 | Nordkorea                               |
| 2020 | Inställd på grund av Covid-19-pandemin.             | Inställd på grund av Covid-19-pandemin. | Inställd på grund av Covid-19-pandemin. | Inställd på grund av Covid-19-pandemin. | Inställd på grund av Covid-19-pandemin. |
| 2021 | Inställd på grund av Covid-19-pandemin.             | Inställd på grund av Covid-19-pandemin. | Inställd på grund av Covid-19-pandemin. | Inställd på grund av Covid-19-pandemin. | Inställd på grund av Covid-19-pandemin. |
| 2022 | Kroatien (grupp A) Island (grupp B)                 | Kina · Nederländerna                    | Georgien · Island                       | –                                       | –                                       |
| 2023 | Spanien (grupp A) Turkiet (grupp B)                 | Spanien                                 | Förenade arabemiraten                   | Georgien                                | Mexiko                                  |
| 2024 | Serbien (grupp A) Bulgarien (grupp B)               | Kroatien                                | Belgien                                 | Island                                  | Turkiet                                 |
| 2025 | Serbien (grupp A) Nya Zeeland (grupp B)             | Nederländerna                           | Georgien                                | Israel                                  | Thailand                                |
| 2026 | Förenade arabemiraten (grupp A) Bulgarien (grupp B) |                                         |                                         |                                         |                                         |

## Grupp C

### Mästare (1961–2000)
| År   | Landslag       |
| ---- | -------------- |
| 1961 | Rumänien       |
| 1963 | Österrike      |
| 1966 | Italien        |
| 1967 | Japan          |
| 1969 | Japan          |
| 1970 | Österrike      |
| 1971 | Rumänien       |
| 1972 | Österrike      |
| 1973 | Norge          |
| 1974 | Schweiz        |
| 1975 | Norge          |
| 1976 | Österrike      |
| 1977 | Italien        |
| 1978 | Nederländerna  |
| 1979 | Jugoslavien    |
| 1981 | Österrike      |
| 1982 | Japan          |
| 1983 | Nederländerna  |
| 1985 | Frankrike      |
| 1986 | Norge          |
| 1987 | Japan          |
| 1989 | Nederländerna  |
| 1990 | Jugoslavien    |
| 1991 | Danmark        |
| 1992 | Storbritannien |
| 1993 | Lettland       |
| 1994 | Slovakien      |
| 1995 | Belarus        |
| 1996 | Kazakstan      |
| 1997 | Ukraina        |
| 1998 | Ungern         |
| 1999 | Nederländerna  |
| 2000 | Ungern         |